# عرقون أرجواني
عرقون أرجواني (الاسم العلمي:Euphrasia purpurea) هو نوع غير مؤكد من النباتات يتبع جنس العرقون من الفصيلة الهالوكية.